# Jean Zeewen de Roosendael
Jean Zeewen van Roesendael ou Jean Zeewen de Roosendael, ou Jean Roesendael, originaire de Nimègue, né vers 1382 et mort le 26 juillet 1472, est un moine chartreux, qui fut prieur de Grande Chartreuse et ministre général de l'ordre des Chartreux. 

## Biographie
Il fait profession chartreuse de Villeneuve-lès-Avignon, puis, selon le droit d’alors, la refait à celle de Valbonne, lors d’une mutation.
Il est prieur de Villeneuve de 1436 à 1443, de Valbonne en 1443-1444, puis de la chartreuse de Castres, élu prieur de la Grande Chartreuse et général de l’Ordre en 1463.